# باغچه‌علی
باغچه‌علی (به لاتین: Bağçalı) یک منطقه مسکونی در جمهوری آذربایجان است که در شهرستان قوبا واقع شده است. باغچه‌علی ۶۵۶ نفر جمعیت دارد.